# Еланцынское муниципальное образование
Еланцынское муниципальное образование (бур. Ялга Гансын hомон) — муниципальное образование со статусом сельского поселения в
Ольхонском районе Иркутской области России. Административный центр — село Еланцы.

## Демография
По результатам Всероссийской переписи населения 2010 года численность населения муниципального образования составила 4662 человека, в том числе 2159 мужчин и 2503 женщины.

## Населённые пункты
В состав муниципального образования входят населённые пункты:
- Еланцы
- Борсой
- Бутухей
- Мухор-Булык
- Нарин-Кунта
- Петрова
- Попова
- Таловка
- Тонта
- Тырган
- Улан-Нур
- Халха-Узур
- Участок Хархатай
- Хурай-Нур
- Ялга-Узур[2]